# Осінні ранки
«Осінні ранки» — радянський двосерійний телефільм 1985 року, знятий режисером Олександром Муратовим на Кіностудії ім. О. Довженка

## Сюжет
У центрі телефільму — образ доярки Параски Лихолєтової, яка пропрацювала у рідному колгоспі майже сорок років. Вона завжди шукала правду, була принциповою, чесною, переконаною у своїй правоті, і це нерідко призводило до виникнення конфліктів.

## У ролях
- Любов Соколова — Параска Семенівна Лихолєтова, доярка
- Микола Міхєєв — Андрій Степанович, голова колгоспу
- Микола Шутько — Іван Михайлович, сусід Параски
- Юрій Платонов — Сергій Анисимович Матушкін, перший секретар райкому партії
- Віктор Мірошниченко — Федір Лукич Дядько, голова профкому колгоспу
- Елла Сьомочкіна — Зінаїда Матвіївна
- Світлана Тормахова — Олена, дочка Параски
- Емілія Сердюк — Дар'я Федотівна, кума Параски
- Євген Пашин — Федір, син Дарії, тракторист
- Олександр Мілютін — Борис Клименко, колгоспник, сусід Параски
- Агафія Болотова — Анастасія Клименко, дружина Бориса, сусідка Параски
- Олександра Данилова — Шура Чеботарьова, доярка
- Валентина Хміль — Надія, доярка
- Анатолій Лук'яненко — Льоня, шофер
- Юрій Рудченко — Дудка, головбух колгоспу
- Олексій Булдаков — Микола Петрович Галькін, член парткому
- Анатолій Гур'єв — Васяка, син Параски
- Сергій Подгорний — Сашко, шофер голови колгоспу
- Микола Андрусенко — відвідувач райкому
- Микола Гудзь — член президії зборів
- Віктор Золотарьов — епізод
- Федір Іщенко — Микола Олександрович Морозкін
- Михайло Крамар — пенсіонер
- Іван Матвєєв — Петро Степанович Задорожний
- Станіслав Молганов — член правління колгоспу
- Олександр Пархоменко — Захарчук, лейтенант міліції
- Лесь Сердюк — Дмитро, чоловік Олени
- Регіна Темір-Булат — Ліда, секретарка Матушкіна
- Сергій Улицький — епізод
- Борис Халеєв — епізод
- Віталій Марченко — епізод
- Василь Фущич — Яків Петрович, голова парткому
- Віктор Чеботарьов — епізод
- Борис Шевчук — епізод
- Олександр Мошек — епізод
- Неоніла Гнеповська — епізод

## Знімальна група
- Режисер — Олександр Муратов
- Сценарист — Віктор Богатирьов
- Оператор — Олександр Яновський
- Композитор — Євген Дога
- Художник — Анатолій Мамонтов